# گنگ شو دائو
گُـنگ شو دائو (انگلیسی: Gong Shou Dao) یک فیلم اکشن کوتاه چینی به کارگردانی ون جانگ است که در سال ۲۰۱۷ منتشر شد.